# 오미조촌
오미조촌(大溝村)은 후쿠오카현 미즈마군에 설치되었던 촌이다. 1955년 1월 1일 오미조촌 및 기사키촌, 오이촌 등 3개 촌이 합병하여 오키정이 설치되고 폐지되었다.